# Leon Kruczkowski

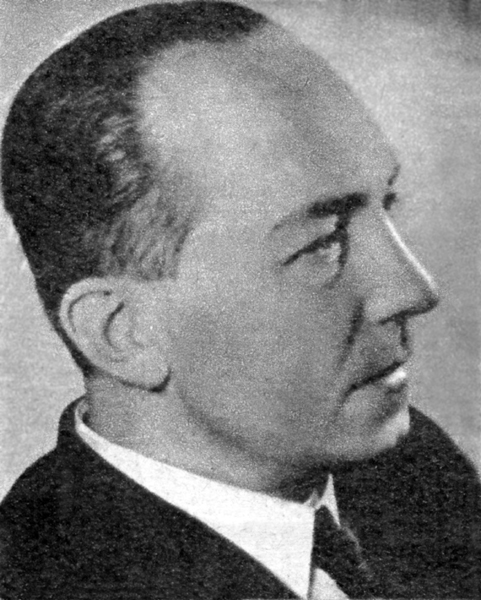
Leon Kruczkowski (1950)

Leon Kruczkowski (sinh ngày 28 tháng 6 năm 1900 - mất ngày 1 tháng 8 năm 1962) là một nhà văn, nhà quan hệ công chúng và là một nhân vật của công chúng người Ba Lan. Ông viết nhiều sách và kịch bản. Leon Kruczkowski nổi tiếng trong giới sân khấu Ba Lan thời hậu Chiến tranh thế giới thứ hai. Tác phẩm nổi tiếng nhất của ông là vở kịch Niemcy ('The Germans') được viết vào năm 1949.
Vì là một nhà hoạt động cánh tả trước Chiến tranh thế giớ thứ hai, Leon Kruczkowski bị giam giữ trong các trại tù binh chiến tranh của Đức. Sau chiến tranh, ông hoạt động chính trị tích cực ở Ba Lan thời cộng sản. Ông làm thứ trưởng văn hóa và nghệ thuật trong giai đoạn 1945-1948, làm nghị sĩ Thượng nghị viện của Ba Lan từ năm 1947 đến năm 1962, và làm thành viên của Hội đồng Nhà nước Ba Lan từ năm 1957. Ông có ảnh hưởng đáng kể đến các chính sách văn hóa của Ba Lan thời kỳ này.

## Tiểu sử
Leon Kruczkowski sinh ngày 28 tháng 6 năm 1900 tại Kraków. Trong khi hoàn thành giáo dục đại học chuyên ngành hóa học và công nghệ, ông xuất bản những bài thơ đầu tiên của mình vào khoảng năm 1918 và 1919. Sau đó, ông chuyển đến Lưu vực Dąbrowa. Tại đây, năm 1928, Leon Kruczkowski cho ra mắt tuyển tập thơ đầu tay Młoty nad światem ('Hammers over the World'). Năm 1932, ông giới thiệu tiểu thuyết đầu tiên của mình có tựa đề Kordian i cham ('Kordian and the Boor').
Leon Kruczkowski làm một nhà văn toàn thời gian. Ông trở lại Kraków và viết kịch bản sân khấu đầu tiên Bohater naszych czasów ('Hero of our Times') vào năm 1935. Tác phẩm này được viết lại ba năm sau đó dưới tên là Przygoda z Vaterlandem ('An Adventure with Vaterland'). Cả hai phiên bản đều đáng chú ý vì phê phán mạnh mẽ Đức Quốc Xã. Leon Kruczkowski cũng viết nhiều bài tiểu luận được đăng trên các tạp chí và báo chí cánh tả. Ông là tác giả của nhiều tài liệu quảng bá chính trị, cụ thể là Człowiek i powszedność ('Man and Daily Reality', 1936), W klimacie dyktatury ('In the Climate of Dictatorship', 1938), Dlaczego jestem socjalistą? ('Why am I a Socialist?', 1938). Ông cũng đã viết hai cuốn tiểu thuyết khác, Pawie pióra ('Peacock Feathers', 1935) và Sidła ('A Trap', 1937).

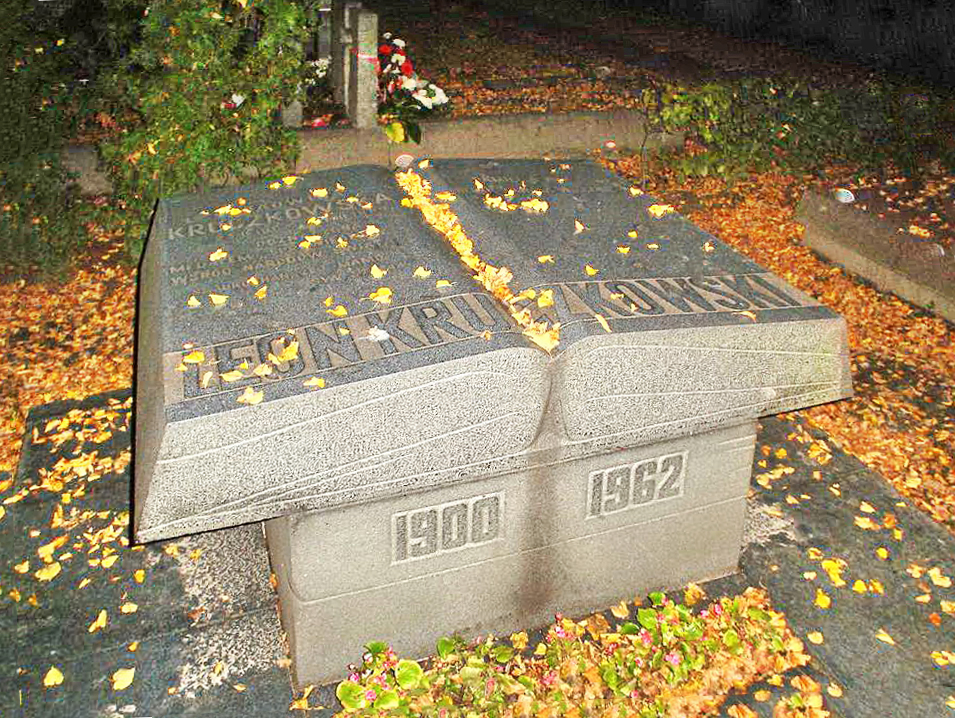
Bia mộ của Kruczkowski

Trong giai đoạn Đức xâm lược Ba Lan, Leon Kruczkowski làm một sĩ quan trong quân đội Ba Lan. Ông bị bắt nhốt trong một trại tù binh chiến tranh. Tại đây, ông hoạt động giáo dục và văn hóa (tổ chức một sân khấu). Hai trong số những tiểu thuyết dang dở của ông trước cuộc xâm lược đã bị mất trong chiến tranh. Sau chiến tranh, Leon Kruczkowski trở lại sự nghiệp văn chương của mình, viết thêm nhiều kịch bản cho sân khấu. Tác phẩm Odwety ('Retributions') năm 1948 của ông được đón nhận nồng nhiệt, nhưng chính tác phẩm Niemcy ('The Germans') năm 1949, một vở kịch đề cập đến trách nhiệm đạo đức của Đức đối với Chiến tranh thế giới thứ hai, đã giúp ông được quốc tế công nhận. Tác phẩm này được dịch ra 14 thứ tiếng.
Leon Kruczkowski trở thành một nhà hoạt động chính trị và chính trị gia. Ông làm thứ trưởng văn hóa và nghệ thuật trong giai đoạn 1945-1948 và làm chủ tịch Hội đồng chính của Hội Nhà văn Ba Lan trong giai đoạn 1949-1956, làm thành viên của Hội đồng Quốc gia Nhà nước từ năm 1945 đến năm 1947, làm nghị sĩ Thượng nghị viện trong các năm 1947-1962, và từ năm 1957 trở thành thành viên của Hội đồng Nhà nước Ba Lan.
Leon Kruczkowski là một người tích cực ủng hộ và có tiếng nói trong trật tự cộng sản mới ở Ba Lan. Ông tham gia chính trị hóa văn hóa và giới thiệu phong cách và học thuyết của chủ nghĩa hiện thực xã hội chủ nghĩa. Leon Kruczkowski được công nhận là một nhân vật văn học lớn và có ảnh hưởng đáng kể đến chính sách văn hóa của Ba Lan sau chiến tranh.

## Giải thưởng
Leon Kruczkowski được nhận một số giải thưởng cấp nhà nước của Ba Lan, bao gồm Huân chương Xây dựng Nhân dân Ba Lan và Giải thưởng Hòa bình Lenin (1953).

## Tác phẩm
- Młoty nad światem ('Hammers over the World', 1928), tuyển tập thơ
- Kordian i cham ('Kordian and the Boor', 1932), tiểu thuyết, đã được chuyển thể sân khấu năm 1935
- Pawie pióra ('Peacock Feathers', 1935), tiểu thuyết
- Bohater naszych czasów ('Hero of our Times', 1935), kịch, được viết lại với tên Przygoda z Vaterlandem ('An Adventure with Vaterland', 1938)
- Sidła ('A Trap', 1937), tiểu thuyết
- Odwety ('Retributions', 1948), kịch
- Niemcy ('The Germans', 1949), kịch
- Juliusz i Ethel ('Julius and Ethel', 1954), kịch
- Odwiedziny ('The Visit', 1955), kịch
- Pierwszy dzień wolności ('The First Day of Freedom', 1959), kịch
- Śmierć gubernatora ('Death of the Governor', 1961), kịch
- Szkice z piekła uczciwych ('Sketches from Hell of the Honest', 1963), tuyển tập truyện ngắn